# Pilosocereus tuberculatus
Pilosocereus tuberculatus är en kaktusväxtart som först beskrevs av Erich Werdermann, och fick sitt nu gällande namn av Byles och Gordon Douglas Rowley. Pilosocereus tuberculatus ingår i släktet Pilosocereus och familjen kaktusväxter. Inga underarter finns listade i Catalogue of Life.